# 200 mètres masculin aux Jeux olympiques d'été de 2020 (athlétisme)
Pour des articles plus généraux, voir Athlétisme aux Jeux olympiques d'été de 2020 et 200 mètres aux Jeux olympiques.
Navigation
Rio 2016 Paris 2024
L'épreuve du 200 mètres masculin aux Jeux olympiques de 2020 s'est déroulée les 3 et 4 août 2021 au Stade olympique national de Tokyo, au Japon.

## Records
Avant cette compétition, les records dans cette discipline étaient les suivants : 
| Record du monde  | Usain Bolt (JAM) | 19 s 19 | Berlin | 20 août 2009 |
| Record olympique | Usain Bolt (JAM) | 19 s 30 | Pékin  | 20 août 2008 |

## Résultats

### Finale
| Rang                                | Couloir | Athlète           | Pays              | Temps de réaction | Temps | Notes |
| ----------------------------------- | ------- | ----------------- | ----------------- | ----------------- | ----- | ----- |
| Médaille d'or, Jeux olympiques      | 6       | Andre De Grasse   | Canada            | 0.135             | 19.62 | NR    |
| Médaille d'argent, Jeux olympiques  | 7       | Kenneth Bednarek  | États-Unis        | 0.165             | 19.68 | PB    |
| Médaille de bronze, Jeux olympiques | 3       | Noah Lyles        | États-Unis        | 0.151             | 19.74 | SB    |
| 4                                   | 5       | Erriyon Knighton  | États-Unis        | 0.159             | 19.93 |       |
| 5                                   | 8       | Joseph Fahnbulleh | Liberia           | 0.141             | 19.98 | NR    |
| 6                                   | 4       | Aaron Brown       | Canada            | 0.157             | 20.20 |       |
| 7                                   | 9       | Rasheed Dwyer     | Jamaïque          | 0.148             | 20.21 |       |
| 8                                   | 2       | Jereem Richards   | Trinité-et-Tobago | 0.149             | 20.39 |       |
|                                     |         |                   |                   | vent :- 0,5 m/s   |       |       |

### Demi-finales
Qualification rules: First 2 in each heat (Q) and the next 2 fastest (q) advance to the final.

#### Demi-finale 1
| Rang | Couloir | Athlète               | Pays           | Temps de réaction | Temps | Notes |
| ---- | ------- | --------------------- | -------------- | ----------------- | ----- | ----- |
| 1    | 4       | Erriyon Knighton      | États-Unis     | 0.172             | 20.02 | Q     |
| 2    | 6       | Rasheed Dwyer         | Jamaïque       | 0.141             | 20.13 | Q, SB |
| 3    | 7       | Divine Oduduru        | Nigeria        | 0.140             | 20.16 |       |
| 4    | 9       | Joseph Paul Amoah     | Ghana          | 0.168             | 20.27 | SB    |
| 5    | 5       | Femi Ogunode          | Qatar          | 0.160             | 20.34 |       |
| 6    | 8       | Eseosa Fostine Desalu | Italie         | 0.149             | 20.43 |       |
| 7    | 2       | Xie Zhenye            | Chine          | 0.154             | 20.45 |       |
| 8    | 3       | Anaso Jobodwana       | Afrique du Sud | 0.151             | 20.88 |       |
|      |         |                       |                | vent : -0.2 m/s   |       |       |

#### Demi-finale 2
| Rang | Couloir | Athlète            | Pays                   | Temps de réaction | Temps | Notes |
| ---- | ------- | ------------------ | ---------------------- | ----------------- | ----- | ----- |
| 1    | 7       | Aaron Brown        | Canada                 | 0.151             | 19.99 | Q, SB |
| 2    | 6       | Joseph Fahnbulleh  | Liberia                | 0.140             | 19.99 | Q, NR |
| 3    | 5       | Noah Lyles         | États-Unis             | 0.179             | 19.99 | q     |
| 4    | 4       | Yancarlos Martinez | République dominicaine | 0.141             | 20.24 |       |
| 5    | 8       | William Reais      | Suisse                 | 0.149             | 20.44 | SB    |
| 6    | 2       | Clarence Munyai    | Afrique du Sud         | 0.142             | 20.49 | SB    |
| 7    | 3       | Robin Vanderbemden | Belgique               | 0.132             | 21.00 |       |
|      | 9       | Alonso Edward      | Panama                 | 0.147             |       | DNF   |
|      |         |                    |                        | vent : -0.4 m/s   |       |       |

#### Demi-finale 3
| Rang | Couloir | Athlète            | Pays              | Temps de réaction | Temps | Notes |
| ---- | ------- | ------------------ | ----------------- | ----------------- | ----- | ----- |
| 1    | 9       | Andre De Grasse    | Canada            | 0.139             | 19.73 | Q, NR |
| 2    | 6       | Kenneth Bednarek   | États-Unis        | 0.176             | 19.83 | Q     |
| 3    | 5       | Jereem Richards    | Trinité-et-Tobago | 0.161             | 20.10 | q, SB |
| 4    | 8       | Shaun Maswanganyi  | Afrique du Sud    | 0.151             | 20.18 |       |
| 5    | 7       | Sibusiso Matsenjwa | Eswatini          | 0.158             | 20.22 | NR    |
| 6    | 4       | Ramil Guliyev      | Turquie           | 0.156             | 20.31 | SB    |
| 7    | 3       | Leon Reid          | Irlande           | 0.139             | 20.54 |       |
| 8    | 2       | Taymir Burnet      | Pays-Bas          | 0.126             | 20.90 |       |
|      |         |                    |                   | vent : +0.2 m/s   |       |       |

### Séries
Les 3 premiers de chaque série (Q) et les 3 meilleurs temps (q) se qualifient pour les demi-finales.

#### Série 1
| Rang | Couloir | Athlète             | Pays           | Temps de réaction | Temps | Notes |
| ---- | ------- | ------------------- | -------------- | ----------------- | ----- | ----- |
| 1    | 7       | Rasheed Dwyer       | Jamaïque       | 0.163             | 20.31 | Q     |
| 2    | 8       | Divine Oduduru      | Nigeria        | 0.129             | 20.36 | Q     |
| 3    | 4       | Anaso Jobodwana     | Afrique du Sud | 0.119             | 20.78 | Q     |
| 4    | 2       | Jorge Vides         | Brésil         | 0.161             | 20.94 |       |
| 5    | 3       | Fodé Sissoko        | Mali           | 0.167             | 21.00 |       |
| 6    | 5       | Shota Iizuka        | Japon          | 0.148             | 21.02 |       |
| 7    | 6       | José Andres Salazar | Salvador       | 0.145             | 21.66 |       |
|      |         |                     |                | vent : -0.3 m/s   |       |       |

#### Série 2
| Rang | Couloir | Athlète                | Pays              | Temps de réaction | Temps | Notes |
| ---- | ------- | ---------------------- | ----------------- | ----------------- | ----- | ----- |
| 1    | 4       | Jereem Richards        | Trinité-et-Tobago | 0.187             | 20.52 | Q     |
| 2    | 6       | Shaun Maswanganyi      | Afrique du Sud    | 0.142             | 20.58 | Q     |
| 3    | 2       | Taymir Burnet          | Pays-Bas          | 0.137             | 20.60 | Q, SB |
| 4    | 3       | Emmanuel Eseme         | Cameroun          | 0.160             | 20.65 |       |
| 5    | 7       | Ján Volko              | Slovaquie         | 0.160             | 21.21 |       |
| 6    | 5       | Abdul Hakim Sani Brown | Japon             | 0.149             | 21.41 | SB    |
|      | 9       | Jan Jirka              | Tchéquie          |                   | DQ    |       |
|      | 8       | Bernardo Baloyes       | Colombie          |                   |       | DNS   |
|      |         |                        |                   | vent : +0.9 m/s   |       |       |

#### Série 3
| Rang | Couloir | Athlète         | Pays              | Temps de réaction | Temps | Notes |
| ---- | ------- | --------------- | ----------------- | ----------------- | ----- | ----- |
| 1    | 5       | Femi Ogunode    | Qatar             | 0.154             | 20.37 | Q     |
| 2    | 6       | Ramil Guliyev   | Turquie           | 0.158             | 20.54 | Q     |
| 3    | 2       | Andre De Grasse | Canada            | 0.122             | 20.56 | Q     |
| 4    | 3       | Kyle Greaux     | Trinité-et-Tobago | 0.149             | 20.77 |       |
| 5    | 4       | Jun Yamashita   | Japon             | 0.118             | 20.78 |       |
| 6    | 8       | Aldemir Junior  | Brésil            | 0.160             | 20.84 | SB    |
|      |         |                 |                   | vent : -0.6 m/s   |       |       |

#### Série 4
| Rang | Couloir | Athlète               | Pays            | Temps de réaction | Temps   | Notes |
| ---- | ------- | --------------------- | --------------- | ----------------- | ------- | ----- |
| 1    | 4       | Erriyon Knighton      | États-Unis      | 0.173             | 20.55   | Q     |
| 2    | 8       | Alonso Edward         | Panama          | 0.185             | 20.60   | Q     |
| 3    | 5       | Robin Vanderbemden    | Belgique        | 0.142             | 20.70   | Q, SB |
| 4    | 6       | Sydney Siame          | Zambie          | 0.171             | 21.01   |       |
| 5    | 2       | Gediminas Truskauskas | Lituanie        | 0.140             | 21.02   |       |
| 6    | 3       | Steven Müller         | Allemagne       | 0.156             | 21.08   |       |
| 7    | 7       | Adam Gemili           | Grande-Bretagne | 0.180             | 1:58.58 |       |
|      |         |                       |                 | vent : +0.6 m/s   |         |       |

#### Série 5
| Rang | Couloir | Athlète                     | Pays    | Temps de réaction | Temps | Notes |
| ---- | ------- | --------------------------- | ------- | ----------------- | ----- | ----- |
| 1    | 4       | Aaron Brown                 | Canada  | 0.157             | 20.38 | Q     |
| 2    | 2       | Joseph Fahnbulleh           | Liberia | 0.147             | 20.46 | Q     |
| 3    | 6       | William Reais               | Suisse  | 0.147             | 20.51 | Q     |
| 4    | 7       | Serhiy Smelyk               | Ukraine | 0.144             | 20.53 | SB    |
| 5    | 5       | Antonio Infantino           | Italie  | 0.132             | 20.90 |       |
| 6    | 3       | Lucas Vilar                 | Brésil  | 0.171             | 21.31 |       |
| 7    | 8       | Muhd Noor Firdaus Ar-Rasyid | Brunei  | 0.174             | 21.83 | SB    |
|      |         |                             |         | vent : -0.7 m/s   |       |       |

#### Série 6
| Rang | Couloir | Athlète                  | Pays                   | Temps de réaction | Temps | Notes |
| ---- | ------- | ------------------------ | ---------------------- | ----------------- | ----- | ----- |
| 1    | 5       | Kenneth Bednarek         | États-Unis             | 0.184             | 20.01 | Q     |
| 2    | 8       | Yancarlos Martínez       | République dominicaine | 0.164             | 20.17 | Q, NR |
| 3    | 4       | Eseosa Desalu            | Italie                 | 0.131             | 20.29 | Q, SB |
| 4    | 2       | Zhenye Xie               | Chine                  | 0.159             | 20.34 | q, SB |
| 5    | 3       | Nethaneel Mitchell-Blake | Grande-Bretagne        | 0.163             | 20.56 | SB    |
| 6    | 7       | Marcus Lawler            | Irlande                | 0.145             | 20.73 | SB    |
|      | 6       | Emmanuel Matadi          | Liberia                |                   |       | DNS   |
|      |         |                          |                        | vent : -0.4 m/s   |       |       |

#### Série 7
| Rang | Couloir | Athlète            | Pays           | Temps de réaction | Temps | Notes  |
| ---- | ------- | ------------------ | -------------- | ----------------- | ----- | ------ |
| 1    | 8       | Noah Lyles         | États-Unis     | 0.171             | 20.18 | Q      |
| 2    | 9       | Sibusiso Matsenjwa | Eswatini       | 0.172             | 20.34 | Q, NR  |
| 3    | 3       | Joseph Amoah       | Ghana          | 0.171             | 20.35 | Q, SB  |
| 4    | 4       | Clarence Munyai    | Afrique du Sud | 0.135             | 20.49 | q, =SB |
| 5    | 5       | Leon Reid          | Irlande        | 0.135             | 20.53 | q, SB  |
| 6    | 7       | Brendon Rodney     | Canada         | 0.150             | 20.60 |        |
| 7    | 6       | Julian Forte       | Jamaïque       | 0.152             | 20.65 |        |
| 8    | 2       | Noureddine Hadid   | Liban          | 0.157             | 21.12 |        |
|      |         |                    |                | vent : +0.4 m/s   |       |        |

## Légende
Records et Performances
- AR : Record continental (area record)
- CR : Record des championnats (championship record)
- MR : Record du meeting (meet record)
- NR : Record national (national record)
- OR : Record olympique (olympic record)
- PR : Record paralympique (paralympic record)
- PB : Record personnel (personal best)
- SB : Meilleure performance personnelle de la saison (season's best)
- WL : Meilleure performance mondiale de l'année (world leader)
- WJR : Record du monde junior (world junior record)
- WR : Record du monde (world record)

Circonstances et Conditions
- DNF : N'a pas terminé (did not finish)
- DNS : N'a pas pris le départ (did not start)
- DQ : Disqualification (disqualification)
- NM : Aucun essai valable enregistré (No Mark)
- Q : Qualifié « directement » au prochain tour (ou à la prochaine compétition), lors d'une compétition majeure, grâce au classement ou à la réalisation des minima (automatic qualifier)
- q : Qualifié au prochain tour (ou à la prochaine compétition), lors d'une compétition majeure, grâce au repêchage ou à la réalisation de l'une des meilleures performances parmi celles des « non qualifiés directement » (grâce au meilleur temps ou à la meilleure distance par exemple) (secondary qualifier)